# Степченко Віталій Прокопович
Вітал́ій Проко́пович Сте́пченко (24 грудня 1967 — 21 березня 2018) — майстер спорту України міжнародного класу з кікбоксингу, тренер, шестиразовий чемпіон України з кікбоксингу ВАКО, призер чемпіонатів світу, тренер у Мирнограді.
Учні Степченка ставали призерами чемпіонатів та кубків України.

## Спортивні досягнення
- шестиразовий чемпіон України з кікбоксингу,
- чемпіон СНД з кікбоксингу,
- срібний призер Чемпіонату світу з кікбоксингу 1999 року,
- чемпіонат світу з карате 1999 року.